# Bert (Allier)
Bert település Franciaországban, Allier megyében. Lakosainak száma 261 fő (2022. január 1.). Bert Barrais-Bussolles, Le Donjon, Loddes, Montcombroux-les-Mines, Sorbier és Varennes-sur-Tèche községekkel határos.

## Népesség
A település népességének változása:
| Lakosok száma | 514  | 410  | 315  | 270  | 256  | 251  | 243  | 237  | 234  | 261  |
|               | 1968 | 1982 | 1990 | 2006 | 2013 | 2015 | 2017 | 2019 | 2020 | 2022 |